# ماسیتینیب
ماسیتینیب (انگلیسی: Masitinib) یک بازدارنده تیروزین-کیناز است که در درمان تومورهای ماست‌سل (ماستوسیتوما) در حیوانات و به‌ویژه سگ‌ها استفاده می‌شود.
این دارو برای استفادهٔ بالقوه در برخی سرطان‌های انسان نظیر ملانوما، مولتیپل میلوما، سرطان لوزالمعده و همچنین بیماری آلزایمر، ام‌اس، روماتیسم مفصلی، ماستوسیتوز و اِسکلروز جانبی آمیوتروفیک (ALS) تحت بررسی و مطالعه است.

## مکانیسم اثر
ماسیتینیب، تیروزین کیناز گیرنده‌ای CD117 را که در برخی انواع تومورها وجود دارد، مهار می‌کند. این دارو همچنین بازدارندهٔ گیرنده فاکتور رشد مشتق از پلاکت، تیروزین پروتئین کینازِ اختصاصیِ لنفوسیت‌ها، کیناز چسبندگی موضعی و گیرنده ۳ فاکتور رشد فیبروبلاست است.